# Нижнечекурское сельское поселение
Нижнечекурское се́льское поселе́ние — муниципальное образование в Дрожжановском районе Татарстана Российской Федерации.
Административный центр — село Нижнее Чекурское.

## История
Статус и границы сельского поселения установлены Законом Республики Татарстан от 31 января 2005 года № 21-ЗРТ «Об установлении границ территорий и статусе муниципального образования "Дрожжановский муниципальный район" и муниципальных образований в его составе».

## Население
| 2002  | 2010  | 2011  | 2012  | 2013  | 2014  | 2015  |
| ----- | ----- | ----- | ----- | ----- | ----- | ----- |
| 1365  | ↘1138 | ↘1134 | ↘1111 | ↘1101 | ↘1070 | ↘1067 |
| 2016  | 2017  | 2018  |       |       |       |       |
| ↘1042 | ↘1025 | ↘1011 |       |       |       |       |

## Состав сельского поселения
| № | Населённый пункт    | Тип населённого пункта       | Население |
| - | ------------------- | ---------------------------- | --------- |
| 1 | Верхнее Чекурское   | село                         | 305       |
| 2 | Малая Акса          | село                         | ↘241      |
| 3 | Нижнее Чекурское    | село, административный центр | 107       |
| 4 | Старое Чекурское    | село                         | 291       |
| 5 | Татарские Шатрашаны | село                         | 392       |